# ESS Luftfahrtunternehmen
Die ESS Luftfahrtunternehmen GmbH war eine deutsche Fluggesellschaft mit Sitz in Mülheim an der Ruhr.

## Geschichte und Flugziele
Die Gesellschaft wurde am 24. Juni 1986 gegründet und nahm den Flugbetrieb noch in demselben Jahr auf. Neben der Linienverbindung Köln/Bonn – Bremen – Wilhelmshaven bot man sowohl daran anschließende Weiterflüge zu ostfriesischen Inseln als auch Bedarfsluftverkehr zu festen Zeiten an. ESS konnte hierfür auf Flugzeuge der Typen Aero Commander 520, Aero Commander 720 und Swearingen SA.226TC Metro II zurückgreifen. Ab Ende 1986 bediente man von Saarbrücken aus den Flughafen Hamburg; eine Zwischenlandung wurde in Hannover durchgeführt.
Im Jahr 1988 flog man nun auch nach Lyon, wenngleich die DLT zum selben Zeitpunkt – auch von Saarbrücken aus – Flüge nach Hamburg unter Lufthansa-Flugnummern aufnahm. ESS konnte der Konkurrenz nicht standhalten und musste schließlich den Flugbetrieb zum 8. April desselben Jahres einstellen. Die Gesellschaft wurde am 2. Juli 1992 endgültig aufgelöst.

## Flotte
Die Flotte des ESS Luftfahrtunternehmens bestand zur Betriebseinstellung im April 1988 aus zwei Swearingen SA.226TC Metro II mit den Luftfahrzeugkennzeichen D-IHRB und D-IESS.